# Loi du 17 avril 1919
La loi du 17 avril 1919, officiellement loi sur la réparation des dommages causés par les faits de la guerre, dite « Charte des sinistrés », a été votée à l'issue de la Première Guerre mondiale, du fait de l'ampleur des dévastations qu'elle a causées. Elle a pour objectif de fixer un cadre juridique permettant de réaliser des réparations ou d'allouer des indemnisations.